# 스튜 제이콥스
스투 제이콥스(Stu Jacobs, 1965년 10월 25일 ~ )는 뉴질랜드의 전직 축구 선수이자, 현직 감독이며 2008년 베이징 올림픽에서 뉴질랜드 남자 올림픽 팀을 코치직을 맡았었다.

## 선수 경력
제이콥스는 1988년 11월 25일 피지 0-2로 패한 경기에서 뉴질랜드 축구 국가대표팀 데뷔전을 치렀고 총 16번의 출장 후에 국가대표팀 경력을 마무리 했다. 그의 최종 캡은 0-5 1997년 9월 21일 인도네시아에 패배

## 지도자 경력
제이콥스는 선수 경력이 끝난 후 축구 지도자 일을 시작했으며 2008 베이징 올림픽 에서 뉴질랜드 올림픽 팀의 수석 코치직을 맡았다.